# 12211 Arnoschmidt
12211 Arnoschmidt (1981 KJ) là một tiểu hành tinh vành đai chính được phát hiện ngày 28 tháng 5 năm 1981 bởi H.-E. Schuster ở Đài thiên văn Nam Âu.